# Alcântaras
Alcântaras é um município brasileiro do estado do Ceará. Localiza-se na microrregião de Meruoca, mesorregião Noroeste Cearense. Está distante 261km de Fortaleza, sendo o acesso feito pela BR-222 e CE-440.

## História de Alcântaras
O atual município de Alcântaras está localizado na Serra da Meruoca.  

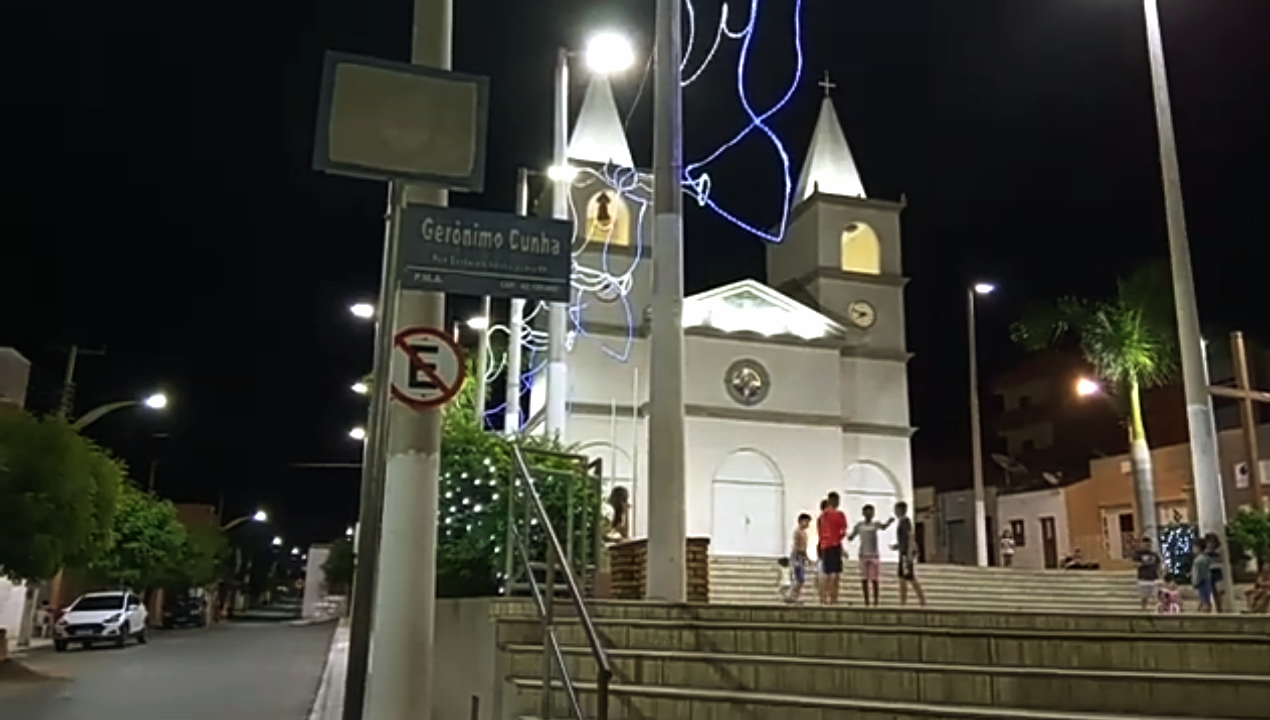

## Geografia
O município tem oficialmente um distrito no oeste da serra, Ventura. O território municipal é montanhoso e acidentado. Ele faz parte da chamada APA (Área de Proteção Ambiental) e da RMS (Região Metropolitana de Sobral).

## Prefeitos e administradores
De 1959 a 2013

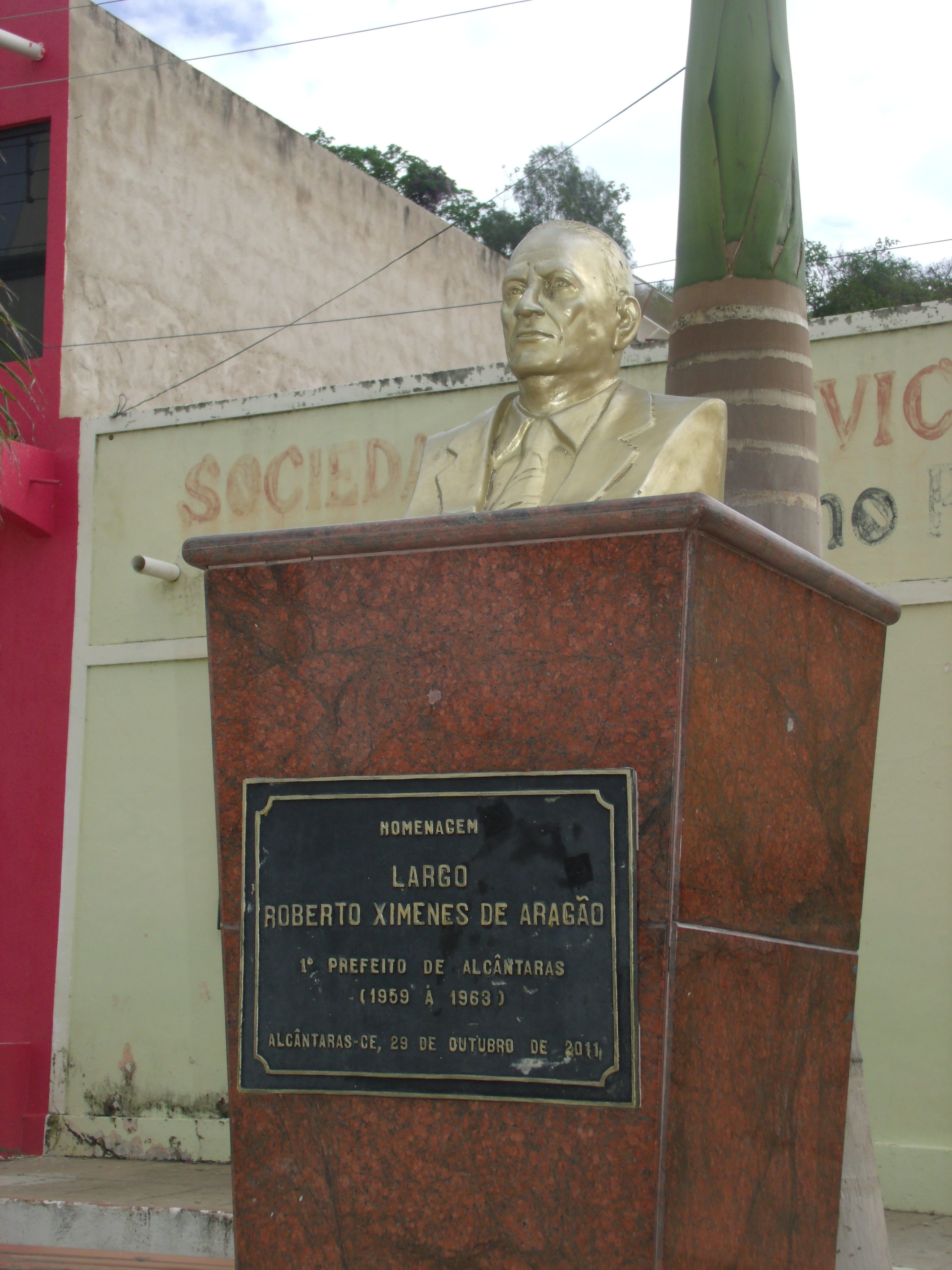
Monumento a Roberto Ximenes de Aragão, primeiro prefeito do município.

- Roberto Ximenes de Aragão - 1959 a 1962 (primeiro prefeito de Alcântaras). Nasceu em Sobral em 30 de julho de 1900[6] e faleceu em 25 de abril de 1985.[7]
- Joaquim Cunha Freire - 1963 a 1966
- Raimundo Nonato de Albuquerque - 1967 a 1970
- Benedito Cunha Freire - 1971 a 1972
- Iraldo Amador da Silva - 1973 a 1977
- Joaquim Cunha Freire - 1977 a 1982
- José Ramos Freire 1º mandato - 1982 a 1988
- Antonio Rocha Freire - 1989 a 14 de novembro de 1989
- Manoel Batista da Cunha - 1989 a 1992
- José Ramos Freire 2º mandato - 1993 a 1996
- Joaquim de Carvalho 1º mandato - 1997 a 2000
- Joaquim  de Carvalho 2º mandato - 2001 a 21 de julho de 2004
- Gerardo Alves do Carmo - 21 de julho de 2004 a 31 de dezembro de 2004
- Raimundo Gomes 1º mandato - 2005 - 2008
- Raimundo Gomes 2º mandato - 2009 a agosto de 2010
- Antonio Ximenes de Carvalho
- Francisco Eliésio Fonteles (eleição suplementar de 5 de junho de 2011) 1º Mandato - 17 de junho de 2011 a 31 de dezembro 2012
- Francisco Eliésio Fonteles 2º Mandato - 2013
- Joaquim Freire Carvalho (2017-2010)

## Três Poderes

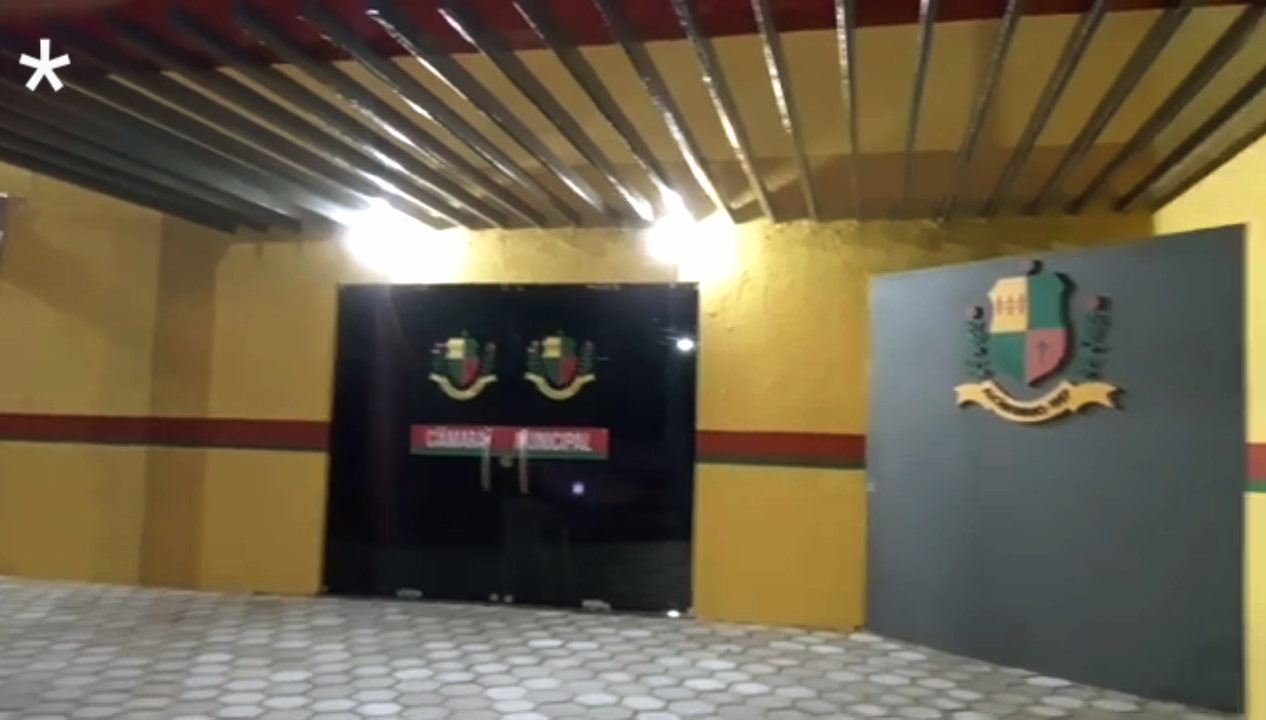

(Vemos na foto acima a Câmara Municipal de Alcântaras – Poder Legislativo) 

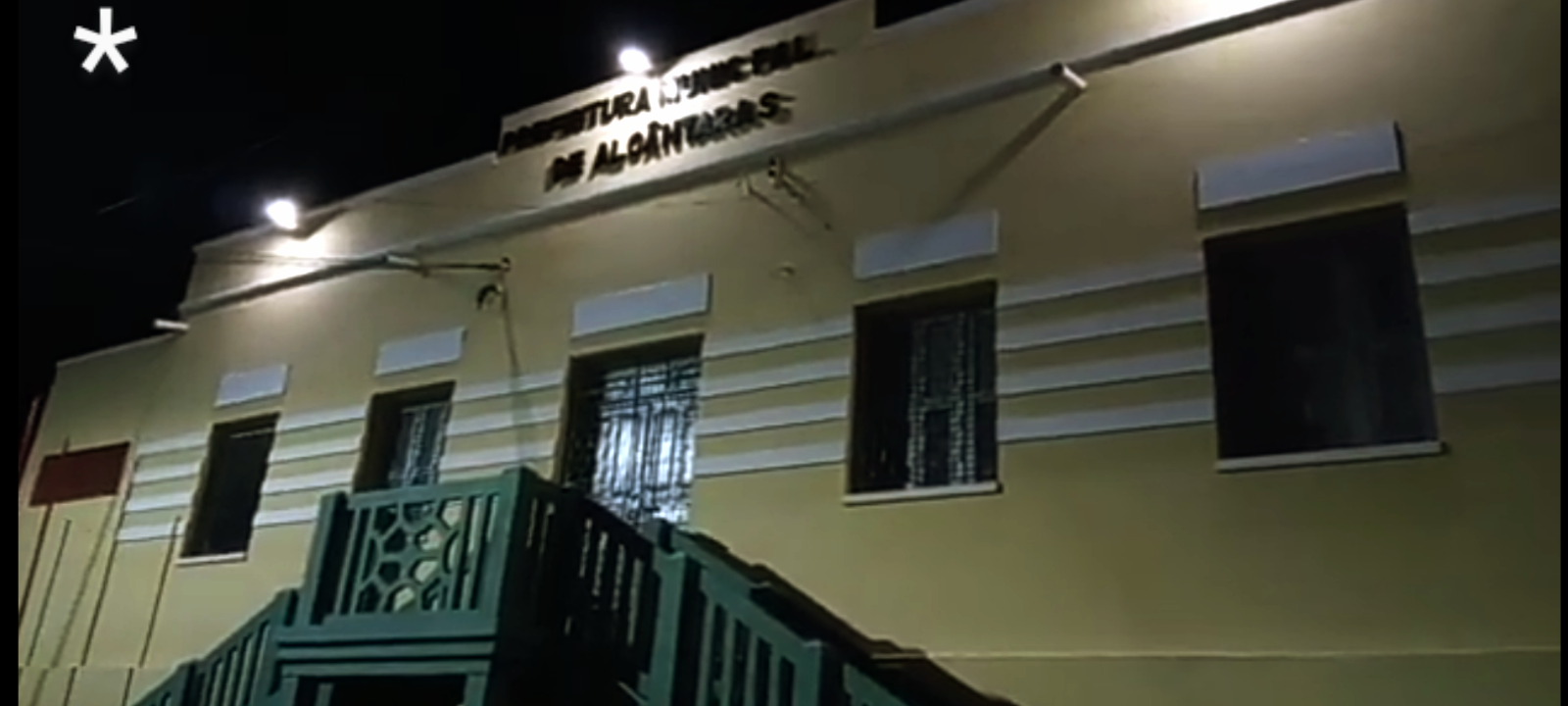
Prédio da Prefeitura Municipal de Alcântaras - Poder Executivo

(Prefeitura Municipal de Alcântaras)

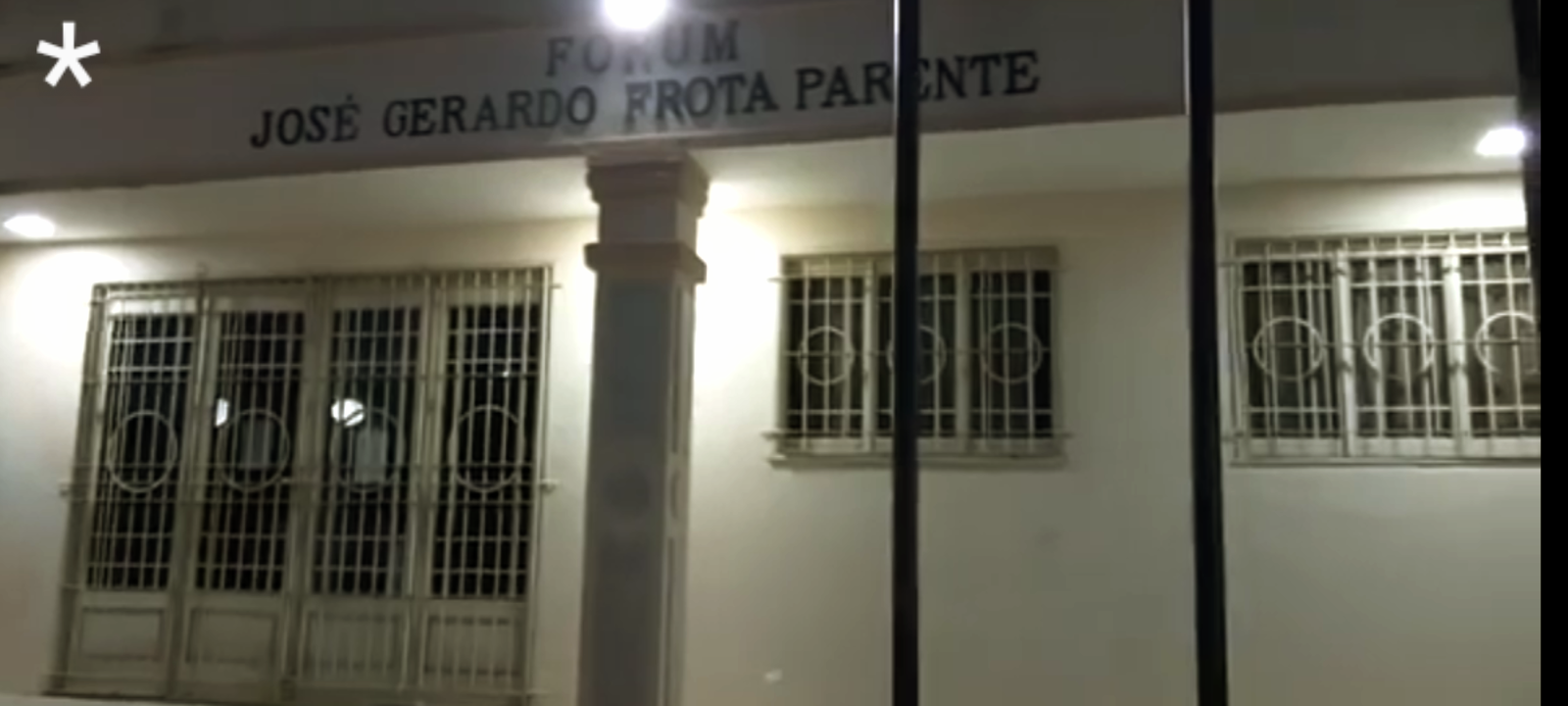

(Fórum José Gerardo Frota Parente – Poder Judiciário)

## Infraestrutura

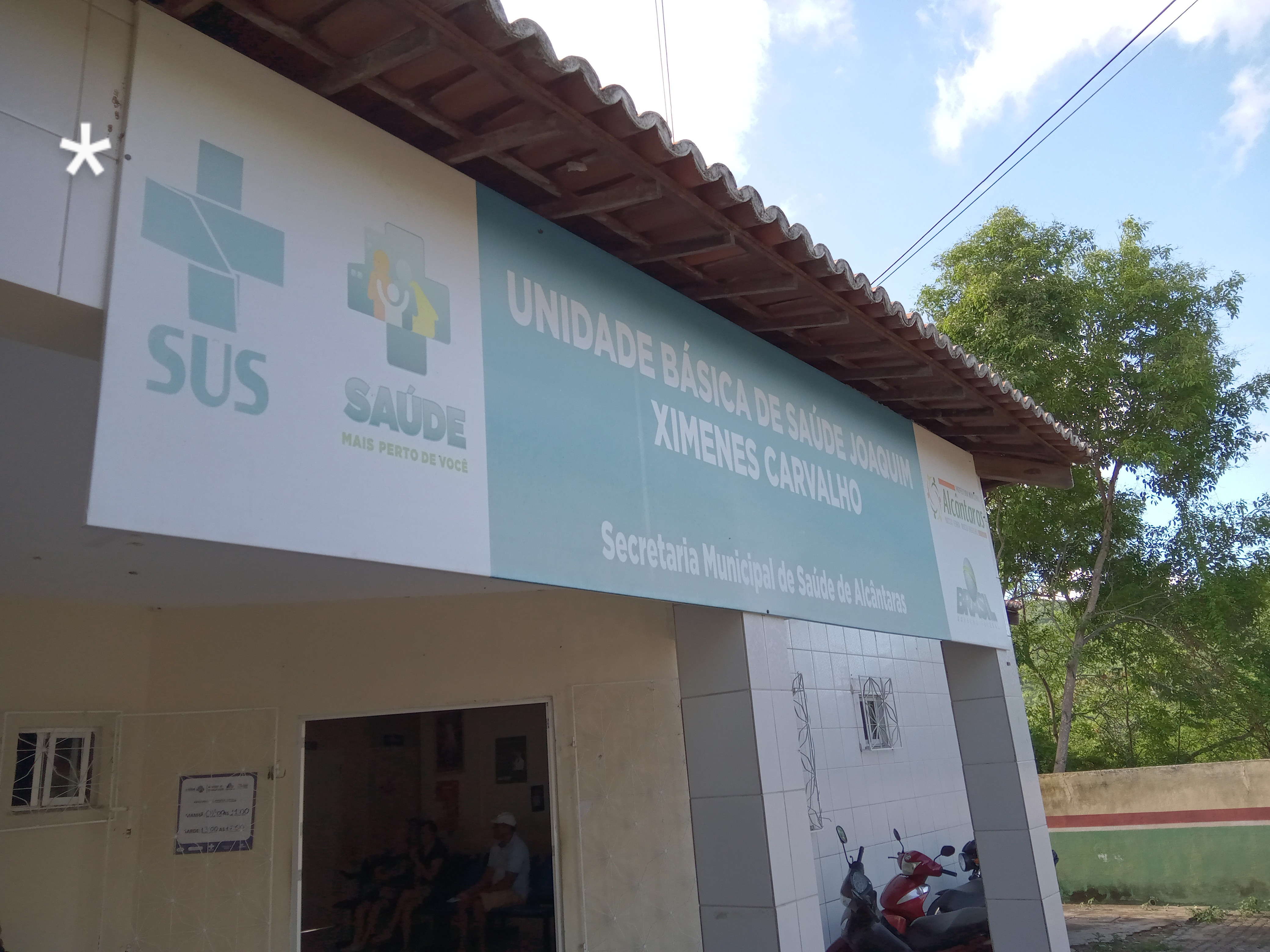
Unidade Básica de Saúde, J. Ximenes

## Subdivisão
O município tem seis (6) distritos. Sede do município (cidade), Distrito de Ventura (noroeste), Distrito de Carmolândia (leste), Distrito de Santa Bárbara (nordeste), Distrito de Rosápolis (Sudeste) e Distrito de Silva (Sudoeste). 

## Religião
Segundo o Instituto Brasileiro de Geografia e Estatística (IBGE), há no município várias denominações cristãs. A maioria da população é católica. 
Catolicismo: 70% – 
Protestantismo: 20% –
Testemunhas de Jeová: 05% –  
Sem religião: 05% 

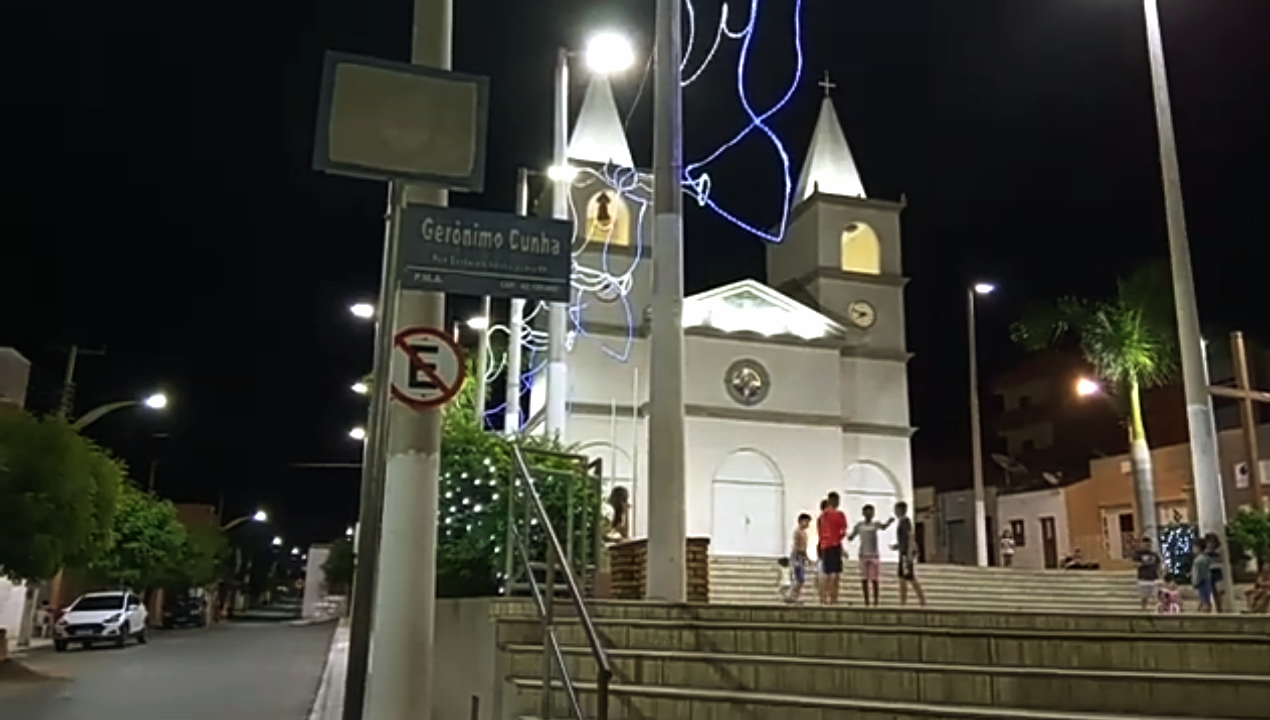

Por causa da colonização de Portugal, o Brasil é um país de maioria cristã e católica.

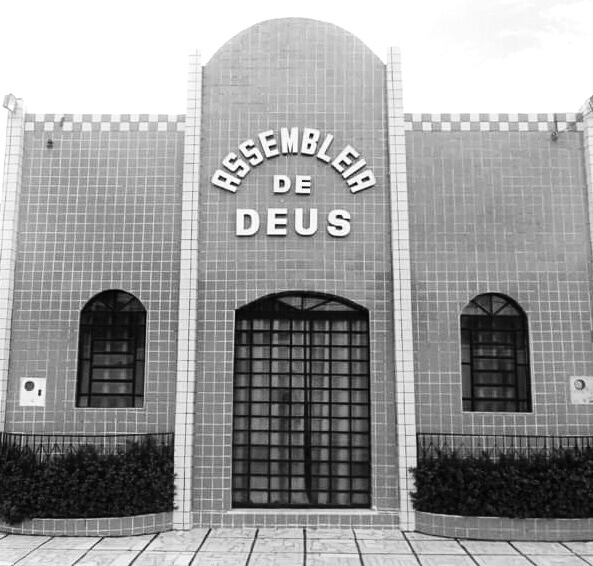

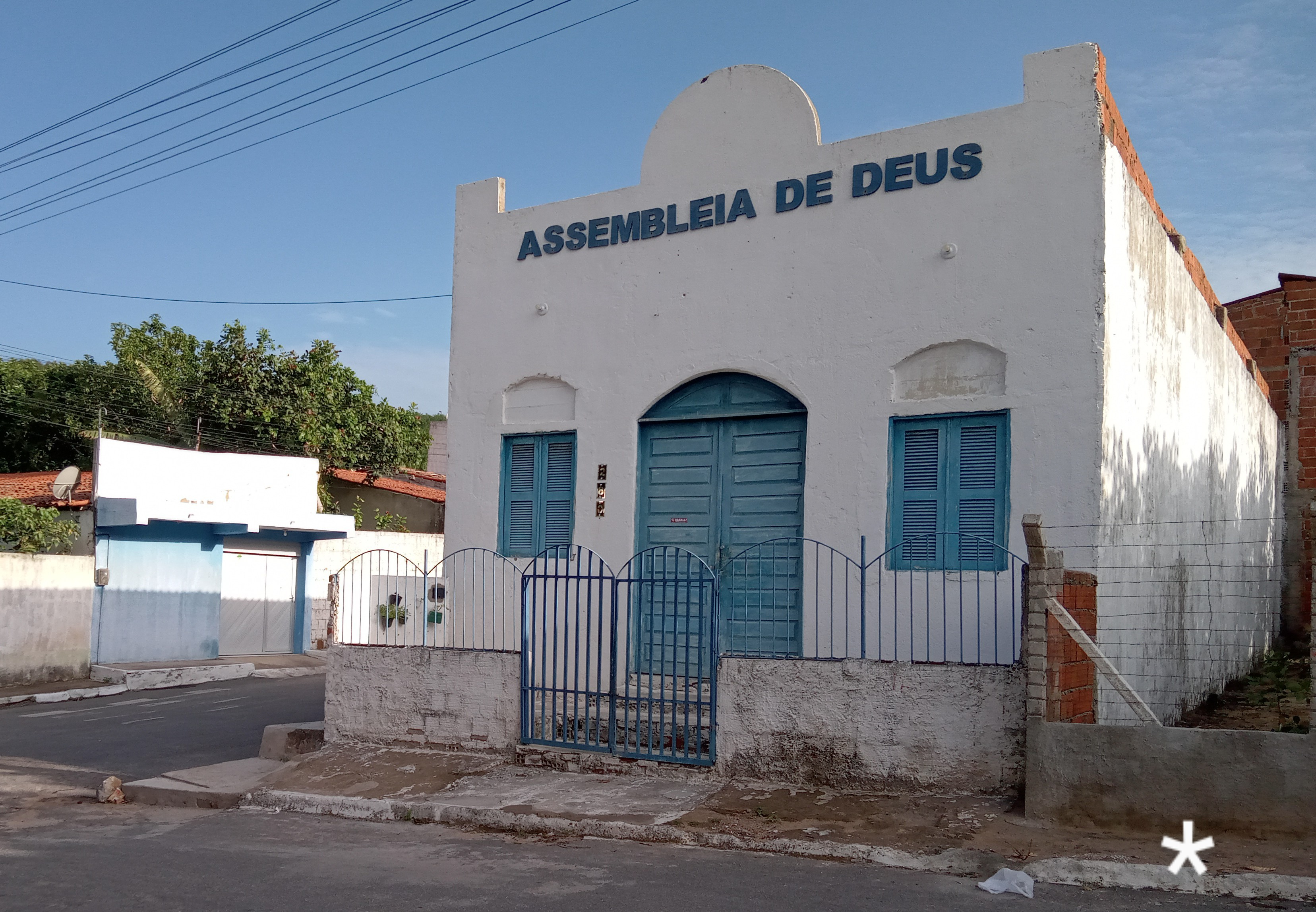
Assembleia de Deus

## Biblioteca municipal
Uma biblioteca municipal também é um dos lugares do turismo de uma cidade e o município de Alcântaras tem a Biblioteca Municipal Francisco Cunha Freire e conforme a lista do Sistema Nacional de Bibliotecas Públicas fica situada na Rua Pedro Caetano, s/n, Centro, CEP: 62120-000.